# Ciudadela (Buenos Aires)
Ciudadela è una città situata nella parte meridionale del partido di Tres de Febrero, nella provincia di Buenos Aires, nella parte ovest immediatamente ad ovest del quartiere di Liniers della città di Buenos Aires, in Argentina.

## Geografia fisica
Ciudadela è situata a 19,5 km ad ovest dal centro di Buenos Aires.

## Etimologia
La zona ha avuto diversi nomi, era conosciuta come "Rancho de Castro", quindi "Villa Liniers" e infine "Ciudadela".
Durante le invasioni inglesi a Buenos Aires, Santiago de Liniers arruolò uomini, e si rifornì di cavalli e altre risorse nel territorio, per questo motivo fu posto il suo nome a quella zona. Subentrò l'attuale nome a seguito del completamento, nel 1902, delle caserme militari di Liniers. Le caserma, fortificate da alti muri merlati, erano all'epoca le più grandi del paese, da qui il nome Ciudadela (cittadella).
Altre versioni indicano che il nome sia un omaggio alla città di Ciutadella de Menorca che si trova sull'isola di Minorca nelle isole Baleari, oppure al rione di Ciudadela di San Miguel de Tucumán.

## Storia
In passato il territorio sul quale sorge l'odierna città apparteneva al partido di San José de Flores, annesso a Buenos Aires nel 1887. In quest'occasione i territori più ad ovest di Flores furono uniti a quelli del limitrofo partido San Martín. Come la maggior parte dei villaggi della zona, agli inizi i terreni di Ciudadela erano grandi fattorie che circondavano la città di Buenos Aires e che lentamente si sono suddivise e popolate. La località era di una qualche importanza per la presenza di un ufficio postale dove oggi si trova la stazione ferroviaria. L'arrivo della ferrovia e il miglioramento della viabilità sono stati la maggiore spinta all'insediamento umano in queste terre. Nel 1902 vennero installate delle caserme militari.
La fondazione di Ciudadela viene fatta risalire al 1º dicembre 1910, giorno in cui fu inaugurata la stazione della ferrovia dell'Ovest di Buenos Aires. Tuttavia l'atto fondativo formale della città risale al momento in cui l'impresa immobiliare Santamarina y Cía. decise di lottizzare circa 65 ettari di territorio al fine di creare un nuovo insediamento. L'impresa iniziò a vendere le parcelle l'11 novembre 1910.
Nel 1917 si aprì la prima scuola. Nel 1959 si inaugurò l'ospedale "Professor Ramon Carrillo" e un anno dopo, venne creato il corpo volontario dei vigili del fuoco Tres de Febrero.
Nel 1973 furono consegnati i primi fabbricati di edilizia popolare in un'area a nord di Ciudadela chiamata dal 1976 Barrio Ejército de los Andes, successivamente diventato celebre come Fuerte Apache.

## Società

### Evoluzione demografica
Ciudadela contava 103 155 abitanti al censimento dell'INDEC del 2001.

## Geografia antropica

### Quartieri
- Barrio Ejército de los Andes 34°37′12″S 58°32′20.56″W
- Villa Ingenieros 34°37′12.46″S 58°32′31.56″W
- Villa Reconquista 34°37′39.34″S 58°32′24.28″W
- Villa General Arenales 34°37′48.75″S 58°33′18.04″W
- Villa El Paredón o Los Russos 34°37′17.65″S 58°32′56.38″W
- Villa Matienzo 34°37′14.85″S 58°32′12.56″W
- Barrio San Eduardo 34°37′26.72″S 58°33′13.64″W
- Barrio Ramón Carrillo 34°37′43.77″S 58°33′33.42″W
- Villa Herminia 34°37′38.75″S 58°32′02.12″W
- Villa General Paz 34°37′57.6″S 58°31′54.86″W
- Villa La Paz 34°37′47.04″S 58°31′56.49″W
- Villa Maldonado 34°38′27.47″S 58°32′46.13″W
- Villa Weigel 34°38′42.01″S 58°31′59.04″W
- Sol de Mañana 34°37′53.7″S 58°32′58.33″W
- Villa Herminda 34°38′00.2″S 58°32′17.56″W
- Villa Viejo Artes 34°37′23.71″S 58°33′11.2″W
- Barrio Neptuno 54 34°38′20.29″S 58°32′57.57″W

## Infrastrutture e trasporti

### Ferrovie
La città è servita da una stazione ferroviaria lungo la linea suburbana Sarmiento che unisce Buenos Aires alla parte ovest della sua area metropolitana.